# Friedrich Markgraf
Friedrich Markgraf (1897 - 1987) va ser un botànic alemany. També es va dedicar a la pteridologia.
Va fer aportacions a la descripció i anàlisi de la flora d'Albània, des del punt de vista de la fitogeografia, entre els anys 1927 i 1949. Posteriorment va fer exploracions a Turquia, Suïssa i el nord d'Amèrica del Sud. De 1945 a 1957 treballà al Jardí Botànic de Múnic i des de 1958 va ser director del Jardí Botànic de Zúric.

## Honors
S'ha donat el seu nom a diverses espècies de plantes, com per exemple:
- (Amaranthaceae) Alternanthera markgrafii Suess. ex Markgr. 1940
- (Cactaceae) Brasilicereus markgrafii Backeb. & Voll 1950
- (Caryophyllaceae) Moehringia markgrafii Merxm. & Gutermann 1957
- (Gnetaceae) Thoa markgrafii Doweld 2000
- (Velloziaceae) Vellozia markgrafii Schulze-Menz 1940
- (Violaceae) Viola markgrafii W.Becker 1927

## Obres
- Markgraf; Weigand, Gustav «Einige albanische Pflanzennamen». Balkan-Archiv [Leipzig], 1926, pàg. 221-225.
- «Beiheft 45». Repertorium novarum regni vegetabilis. Repertorium [Dahlem bei Berlin], 1927, pàg. 217.
- Pflanzengeographie von Albanien.  Stuttgart: Bibliotheca Botanica, 1932, p. 105.
- An den Grenzen des Mittelmeergebiets. Pflanzengeographie von Mittelalbanien, 1927, p. 217.